# Une surprise (Maupassant)
Pour les articles homonymes, voir Surprise (homonymie).
Une surprise' est une nouvelle de Guy de Maupassant, parue en 1883.

## Historique
Une surprise est initialement publiée dans la revue Gil Blas du 15 mai 1883, sous le pseudonyme Maufrigneuse.

## Résumé
Le curé Loisel a recueilli ses deux neveux aux décès de leurs parents. Il les a élevés rudement et les a mis dès quatorze ans dans une institution ecclésiastique. Avec leur baccalauréat en poche, ils montent à Paris où l’évêque leur a trouvé une place dans l’administration.
Les deux frères habitent ensemble. Rapidement, l’air de la ville les dégourdit, ils font la connaissance de deux amies qui habitent ensemble, et bientôt, un frère va habiter chez les filles pendant qu’une fille vient habiter chez un des frères.
Le manège dure six mois sans incident, rythmé par les lettres du curé Loisel aux deux frères. Ces derniers n’ont bien sûr rien dit à leur oncle sur leurs vies en concubinage. Aussi quand le curé vient de nuit les visiter, le garçon demande à son amie de se cacher. Le curé va découvrir le pot aux roses et déshéritera le garçon en faveur de son frère.

## Éditions
- Une surprise, Maupassant, contes et nouvelles, texte établi et annoté par Louis Forestier, Bibliothèque de la Pléiade, éditions Gallimard, 1974  (ISBN 978 2 07 010805 3).